# Scriptorium de Qumrân
 (avril 2021).
Si vous disposez d'ouvrages ou d'articles de référence ou si vous connaissez des sites web de qualité traitant du thème abordé ici, merci de compléter l'article en donnant les références utiles à sa vérifiabilité et en les liant à la section « Notes et références ».

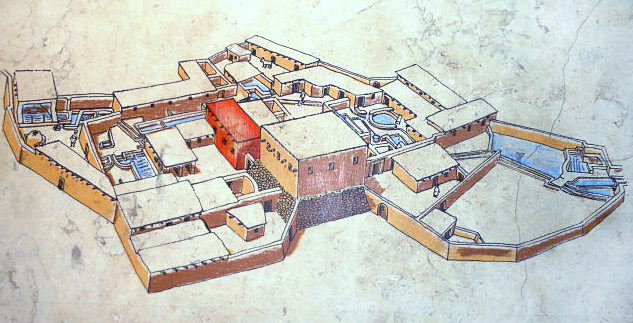
Dessin de reconstruction de la colonie Khirbet Qumrân exposé dans le musée local. En position centrale, en rouge: le "scriptorium" (locus 30).

Le scriptorium de Qumrân désigne les vestiges d'un bâtiment ("locus 30") du site archéologique de Khirbet Qumrân sur la mer Morte. Le terme a été inventé par Roland de Vaux et a suscité des associations trompeuses avec des scriptoria au sein de monastères chrétiens. La destination antique du bâtiment mis au jour est en effet encore controversée. Ce supposé scriptorium a été détruit en même temps que le reste du site par la légion romaine X Fretensis en 68 apr. J.-C.

## Chronologie de la fouille

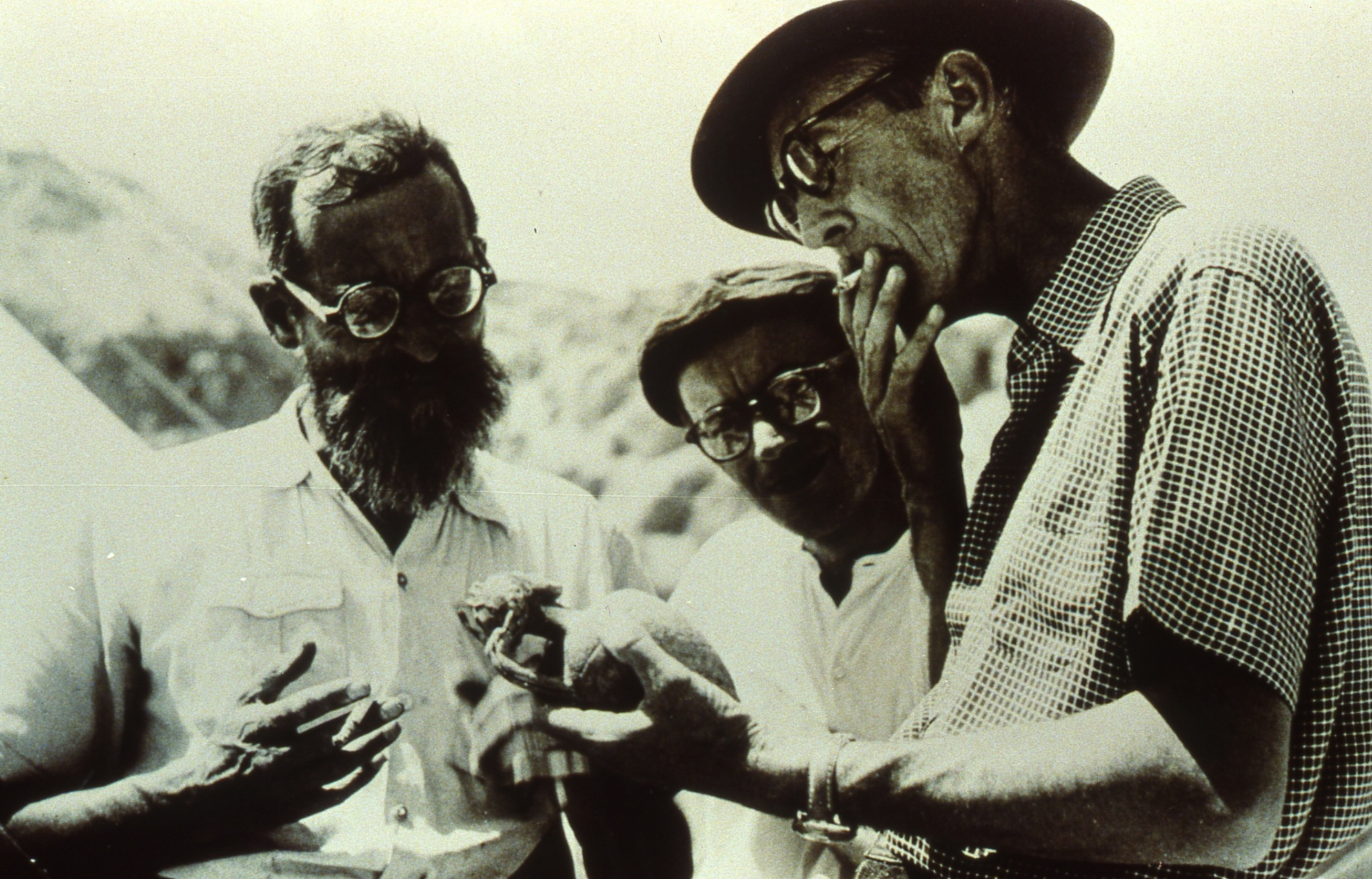
L'équipe de fouilles. De gauche à droite: Roland de Vaux, Józef Tadeusz Milik et Gerald Lankester Harding (1952).

Les fouilles archéologiques de Khirbet Qumran ont toujours eu lieu parallèlement aux fouilles des grottes situées à proximité où ont été découverts les Manuscrits de la Mer Morte entre 1947 et 1956. Khirbet Qumrân a été étudié sous la direction de Roland de Vaux lors de cinq campagnes :
- début des travaux archéologiques : 24 novembre 1951 à décembre 1951
- deuxième campagne : 9 février - 4 avril 1953
- troisième campagne : 15 février - 15 avril 1954
- quatrième campagne : 2 février -6 avril 1955
- cinquième campagne : 18 février - 28 mars 1956.

## Le bâtiment
Le bâtiment mesure 13 mètres de long et 4 mètres de large. Seuls les murs du rez-de-chaussée ont été préservés. Son emplacement, au milieu de la cour centrale du site, semble indiquer son importance. Avant sa destruction, l'étage supérieur était accessible par deux escaliers, l'un de la période hasmonéenne, l'autre de la période d'Hérode.

Scriptorium de Qumrân (locus 30)
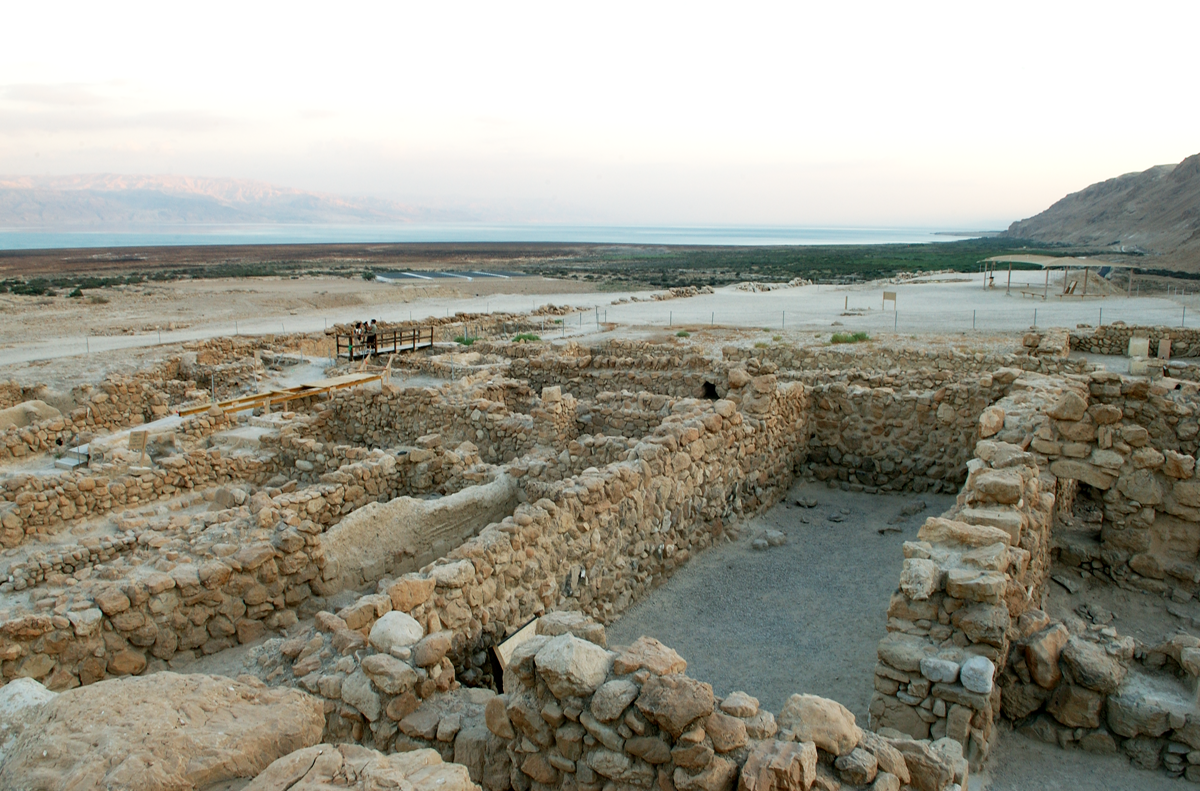
Restes exposés du locus 30 au rez-de-chaussée, qui était une longue et étroite salle
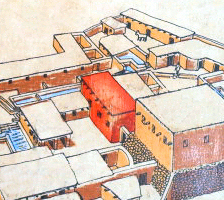
Dessin de reconstruction du locus 30 (rouge)

## Les meubles en gypse de l'étage supérieur

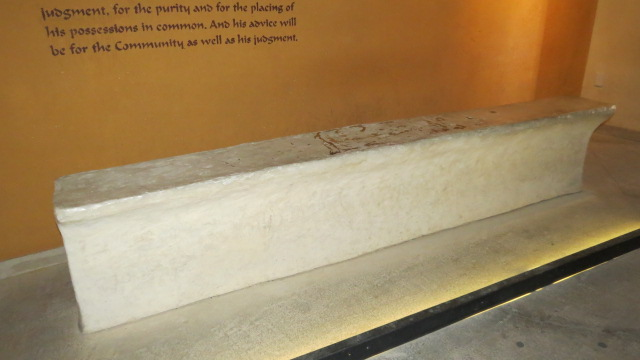
Élément en gypse (KhQ 967) de l'étage supérieur (exposition du parc Qumrân). Il s'agit d'une réplique (les originaux sont à Amman)

Sous le terme "éléments en gypse" Roland de Vaux a décrit dans ses journaux de fouille de longs objets étroits provenant de l'étage supérieur et qui ont pu être rassemblés dans les décombres au rez-de-chaussée. Le plus grand spécimen (KhQ 967) mesure environ cinq mètres de long et cinquante centimètres de haut, la face avant est voûtée, la face arrière est droite, seulement grossièrement travaillée. Le sommet de cet étrange meuble mesure 40 cm de large, la base seulement 18 cm. C'est-à-dire que personne ne pourrait s'asseoir ou s'allonger sur cette plaque de plâtre, ressemblant à une table, sans qu'elle s'effondre.
Un élément également long, semblable à un banc (KhQ 968) est très bas et étroit. Deux autres meubles en gypse ont été retrouvés, l'un ressemblant à une table et l'autre à un banc (KhQ   969-971).
En outre, l’une des découvertes de l’étage supérieur est une sorte de plateau en gypse bordé de deux empreintes rondes (KhQ 966). Une aiguille de bronze, une clé de fer, un sceau de calcaire, quelques pièces de monnaie et de petits ustensiles ménagers viennent compléter cet inventaire.
Sous les décombres de l'étage supérieur, on a trouvé un encrier en argile et un en bronze (KhQ 463 et 473). Un troisième encrier, également en argile, a été trouvé dans la pièce attenante (locus 31).
Yizhar Hirschfeld a déclaré: pris isolément, l'encrier de la salle aurait été attribué au rez-de-chaussée et non à l'étage supérieur; aujourd'hui d'autres encriers similaires ont été découverts ailleurs, ce qui n'était pas le cas lors des fouilles dirigées par de Vaux. Dans la maison à peu près contemporaine de la famille Qathros à Jérusalem, par exemple, deux encriers ont été trouvés. Interprétant la colonie de Qumran comme un domaine, Hirschfeld a supposé que l'administration de domaine était située au rez-de-chaussée, ce qui incluait le secrétariat.
Avec la majorité des chercheurs, Daniel Stökl Ben Ezra considère la découverte de plusieurs encriers comme rare et significative : "La préparation locale de l'encre du Rouleau des Hymnes (1QH a) prouve qu'une partie des rouleaux de la grotte 1 rôles ont été écrits à Qumran. Nous pouvons également conclure, à partir des encriers, que des activités d'écriture ont eu lieu à Qumran. Que ce soit avec les installations du locus 30, cela doit être confirmé". "

### Enquête sur l'encre de 1QHa
Une équipe dirigée par Ira Rabin et Oliver Hahn ( Institut fédéral de recherche et d'essai des matériaux, Berlin) a adopté une méthode remarquable. Elle a profité du fait que l'encre de noir de fumée utilisée à Qumran était délayée avec de l'eau avant son utilisation. L’équipe a analysé le Rouleau des Hymnes (1QH) par Spectrométrie de fluorescence des rayons X et a trouvé des concentrations de brome en chlore caractéristiques de l’eau de la mer Morte. Cela prouve que ce rouleau a été écrit à Qumrân.

### Encriers et instruments d'écriture associés à Qumran
Le musée archéologique de Jordanie à Amman, a exposé en 1997 les deux encriers trouvés par de Vaux dans le locus 30.
Les deux encriers en céramique "du scriptorium" se trouvent maintenant au musée d'Israël à Jérusalem. Ils se ressemblent beaucoup, ont une forme cylindrique, mesurent 6 cm de haut et ont un diamètre de 4,5 cm. Le même musée a deux autres encriers de Qumran, un en argile, 6,4 cm de haut et d'un diamètre de 3,1 cm. Il est un peu plus étroit que les deux autres et a une poignée restaurée. L'autre encrier est en bois tourné et mesure 6 cm de haut.
Au total, neuf encriers sont connus à ce jour. L'un d'entre eux vient d' Ain-Feshkha ; pour trois d'entre eux, il est difficile de savoir s'ils ont été retrouvés sur le site de Qumrân. Comme beaucoup de fragments de Qumrân, ces trois-là sont passés dans le commerce des antiquités par l'intermédiaire de "Kando" à Bethléem. Un exemplaire a été acquis par John Marco Allegro en 1953 et introduit dans la collection Schøyen (MS 1655/2) par des collectionneurs privés : il s'agit d'un récipient en bronze de 1 cm de haut, en forme de panier à deux poignées, qui contient des restes d'encre. Ira Rabin a examiné cette substance en 2016. C'est une encre noire à base de carbone avec un liant protéique. Une telle encre n'a jamais été trouvée dans les manuscrits de la mer Morte. La déclaration de Kando selon laquelle il s'agissait d'une découverte faite en surface de Qumran est probablement inexacte. Un autre encrier en céramique de Qumrân que Kando a négocié a été donné à l'Université de Californie du Sud.
Kando aurait aussi apporté sur le marché deux stylets (MS   5095/3). Ce sont les seuls instruments d'écriture que l'on présume être liés à Qumran. Ils mesurent 8,6 cm de long, sont fabriqués à partir de la nervure d'une feuille de palmier et ont des adhérences d'encre. Ils seraient issus de la grotte 11. Ils ont été acquis par une collection privée suisse et font maintenant partie de la collection Schøyen.

## Interprétations de l'étage supérieur

### Scriptorium

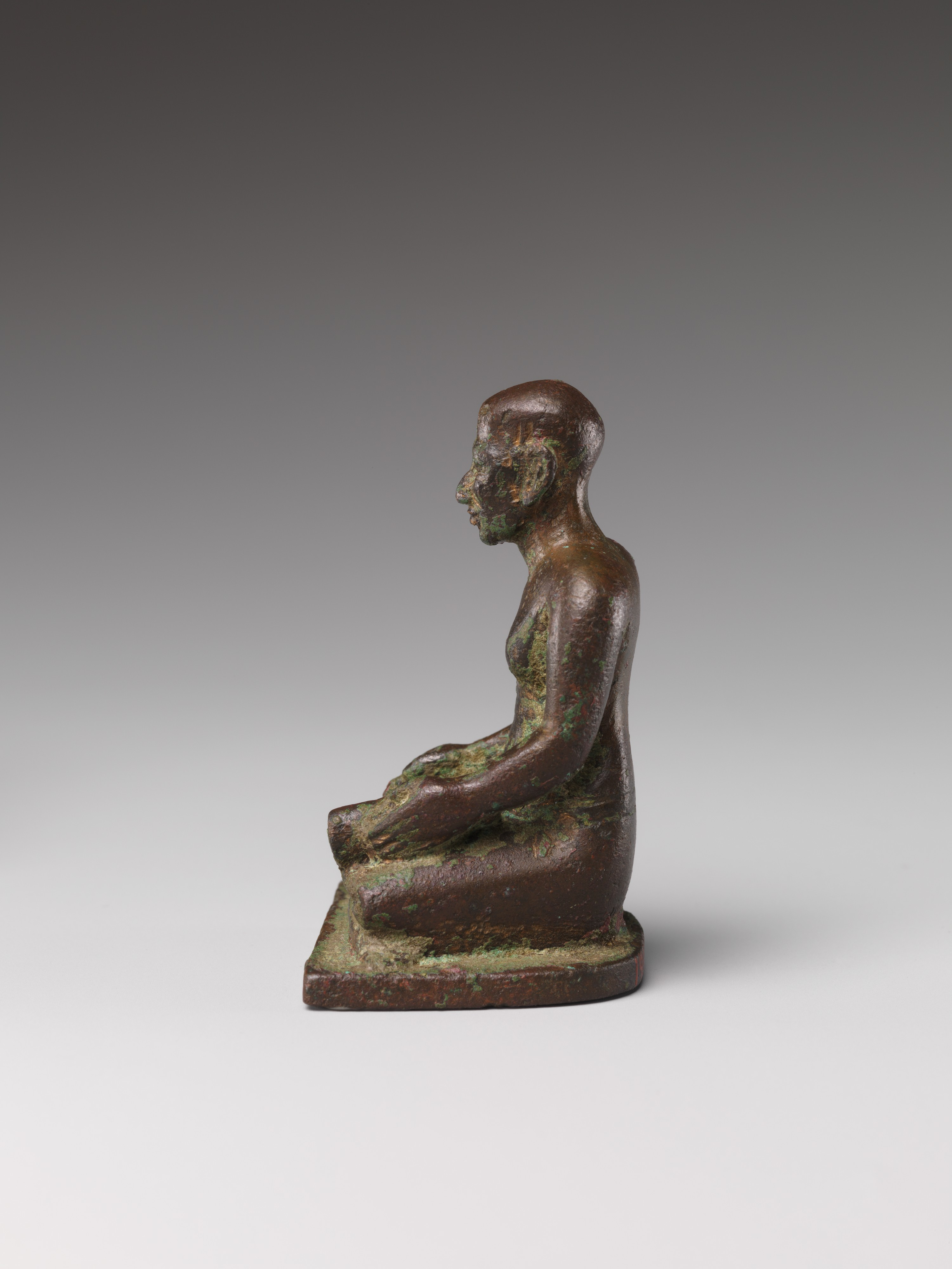
Statuette d'un scribe, Égypte, 332-30 av. Chr. (Metropolitan Museum of Art). Un exemple de la posture antique lors de l'écriture.

Pour Roland de Vaux, les meubles en gypse à l'étage seraient ceux d'une salle d'écriture, suggérant que les manuscrits de la mer Morte trouvés dans les grottes voisines ont été écrits ici. Cette interprétation pose un problème: les anciens scribes écrivaient en tailleur sur les genoux. S'accroupissant en tailleur sur le banc bas et écrivant sur une feuille posée sur la table, le scribe antique aurait adopté une posture peu pratique. L’écriture sur table, apparue des siècles plus tard, est anachronique pour Qumran. Les feuilles de parchemin individuelles étaient alignées et cousues ensemble pour former un rouleau. Dans le cas des rouleaux de la mer Morte, la taille des feuilles varie de 21 à 90 cm.
L'hypothèse formulée par Bruce Metzger, selon laquelle les scribes étaient assis sur la "table" et que le "banc" leur servait de sorte de repose-pieds, semble peu pertinente à cause de l'instabilité du grand meuble en gypse.
Kenneth Clark fait l'hypothèse que les scribes de Qumran sont assis sur le banc bas, les jambes croisées, et identifie la "table" comme un lieu de stockage pour leur matériel.

### Pièce adjacente de la bibliothèque

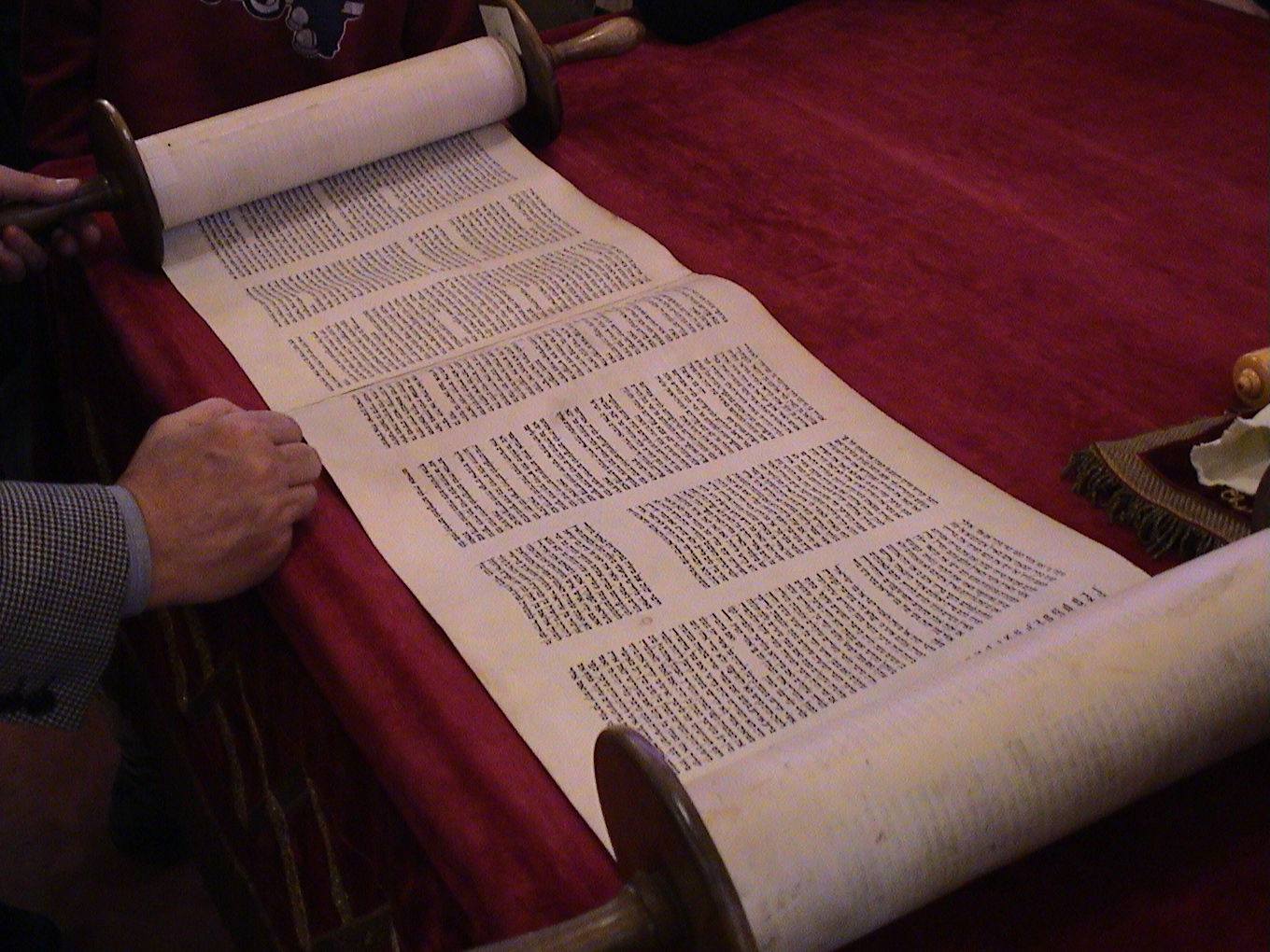
Un rouleau de la Torah est ouvert pour trouver un endroit spécifique. Cela ne se produit pas à main levée, mais sur une table. Stegemann a émis l'hypothèse que les longues tables avaient cet usage dans le "scriptorium".

Selon Hartmut Stegemann, Qumrân était un centre de production de parchemins. Selon lui le dernier étage du locus 30 n'était pas un atelier d'écriture. Il a émis l’hypothèse que les longues tables de gypse servaient à ouvrir les précieux parchemins et à y chercher des passages sans les endommager. Ce n’est qu’ensuite qu’ils auraient été distribués aux copistes ou aux lecteurs. À son retour, un bibliothécaire enroulait le parchemin sur la table avant de le déposer sur l'étagère.

### Salle à manger
Selon Pauline Donceel-Voute, la pièce serait un triclinium classique mais les "bancs" sont beaucoup trop étroits pour pouvoir être considérés comme des couchettes, comme l'a prouvé Ronny Reich. Cependant plusieurs personnes sur les "bancs" pouvaient s'asseoir en tailleur et manger à la table. Il y avait des salles à manger comparables dans "des villes de Cappadoce souterraines. Cependant, celles-ci sont beaucoup plus tardives, dans une région très éloignée.